# Kevin Moran (Politiker)

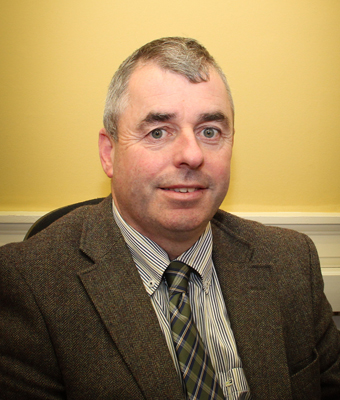
Kevin Moran (2016)

Kevin Moran (* 12. Mai 1963 in Athlone, County Westmeath, Irland) ist ein irischer Politiker, der seit 2016 Abgeordneter (Teachta Dála) im Dáil Éireann, dem Unterhaus des Oireachtas, war.

## Biografie
Morgan litt unter Dyslexie und verließ mit 13 Jahren die Schule. Er arbeitete zunächst im Baugewerbe und baute dann ein Taxiunternehmen auf. Er berichtete von seinen Suizidabsichten, als sein Bruder starb. Seinen Spitznamen „Boxer“ erhielt er im Alter von 12 Jahren bei einem Zwischenfall an seiner Schule, als er einen Gegner bei einem Fußballspiel attackierte. 
Moran war von 1999 bis 2016 Mitglied des Westmeath County Council. Bis 2011 war er Mitglied der Fianna Fáil. Für den Dáil Éireann trat er als Unabhängiger bzw. Kandidat der Independence Alliance ei den Wahlen 2011 und in einer Nachwahl 2014 an. Beides blieb jedoch ohne Erfolg. Bei den Wahlen zum Dáil Éireann 2016 konnte er dann für den Wahlkreis Longford–Westmeath in den Dáil Éireann  einziehen. In der Regierung Kenny II wurde er am 3. Juni 2017 zum Staatsminister für das Office of Public Works und für den Hochwasserschutz im Ministerium für öffentliche Ausgaben und Verwaltungsreform ernannt, nachdem Seán Canney das Amt an ihn absprachegemäß abgegeben hatte. Als am 14. Juni 2017 der Regierungswechsel auf Leo Varadkar stattfand, blieb er in dem Amt. Bei den Wahlen 2020 war er nicht mehr erfolgreich, sodass er das Ministeramt schließlich verlor und an Patrick O’Donovan übergab.
2024 wurde er in den Westmeath County Council gewählt. Dieses Amt gab er dann aber erneut auf, als Moran erneut zu den Wahlen 2024 antrat und wieder in den Dáil gewählt wurde. Als Unabhängiger schloss er sich der Regional Group an.
In der Regierung Martin II wurde er Staatsminister für das Office of Public Works.

## Privates
Seit 1999 ist er mit Michelle Fagg verheiratet und hat mit ihr zwei Kinder.